# 卜燕賓
卜燕賓（?—?），直隸省承德府朝陽縣人，清朝政治人物、同進士出身。
光緒三年（1877年），参加丁丑科殿試，登進士三甲第175名。同年五月，授戶部主事。